# Göksu Alhas
Göksu Alhas (* 21. März 1990 in Araklı) ist ein türkischer Fußballspieler.

## Karriere

### Verein
Alhas begann mit dem Vereinsfußball in der Jugend von Trabzonspor. Hier erhielt er im Frühjahr 2009 einen Profi-Vertrag, spielte aber weiterhin fast ausschließlich für die Reservemannschaft. In der damals laufenden Reservistenliga, der TFF A2 Ligi, wurde er mit 22 Treffern Torschützenkönig. Er nahm auch am Training der Profis teil und absolvierte für die Profimannschaft zwei Pokalbegegnungen.
Bereits vor Saisonbeginn 2009/10 wurde er vom Trainer Şenol Güneş für nicht reif genug befunden und an die Zweitmannschaft Trabzonspors, an den Drittligisten 1461 Trabzon ausgeliehen. Der Leihvertrag wurde dreimal hintereinander für jeweils eine Saison verlängert. Mit dieser Mannschaft feierte er zum Saisonende 2011/12 die Meisterschaft der TFF 2. Lig und damit den direkten Aufstieg in die zweitklassige TFF 1. Lig. Im Sommer 2012 wurde er eine weitere Spielzeit an 1461 Trabzon verliehen. Für die Saison 2014/15 verlieh Trabzonspor Alhas an den Zweitligisten Şanlıurfaspor.
Im Sommer 2016 sollte er erst gemeinsam mit seinem Teamkollegen Kurtuluş Yurt zum Zweitligisten Manisaspor wechseln, doch Alhas wechselte entgegen dieser Meldung zum Zweitligisten Adana Demirspor. Nach einer Saison für Demirspor zog Alhas zum Ligarivalen Boluspor weiter. Zur Saison 2018/19 wechselte Alhas erneut den Arbeitgeber und heuerte bei Adanaspor an.

### Nationalmannschaft
Alhas spielte neben der türkischen U-16 auch für die U-18 auch für die U-19-Jugendnationalmannschaft.

## Erfolg
Mit 1461 Trabzon
- Meister der TFF 2. Lig und Aufstieg in die TFF 1. Lig: 2011/12

Individuell
- Torschützenkönig der TFF A2 Ligi: 2008/09